# Chris Rea
Christopher Anton Rea, mais conhecido como Chris Rea (Middlesbrough, 4 de março de 1951) é um cantor da Inglaterra, vendeu mais de 30 milhões de cópias em todo o mundo.
Alguns dos seus maiores sucessos são On The Beach, Josephine, Looking for the Summer, Julia, Auberge e Road to Hell. A canção era conhecido como Fool (If You Think It's Over) faz parte da trilha sonora internacional da novela Sinal de Alerta, I Can Hear Your Heartbeat da novela Eu Prometo, Let's Dance da novela Cambalacho, Loving You Again da novela  Sassaricando e Driving Home From Christmas é outro dos seus sucessos.

## Discografia

### Álbuns de estúdio
- Whatever Happened to Benny Santini? (1978)
- Deltics (1979)
- Tennis (1980)
- Chris Rea (1982)
- Water Sign (1983)
- Wired to the Moon (1984)
- Shamrock Diaries (1985)
- On the Beach (1986)
- Dancing with Strangers (1987)
- The Road to Hell (1989)
- Auberge (1991)
- God's Great Banana Skin (1992)
- Espresso Logic (1993)
- La Passione (1996)
- The Blue Cafe (1998)
- The Road to Hell: Part 2 (1999)
- King of the Beach (2000)
- Dancing Down the Stony Road / Stony Road (2002)
- Blue Street (Five Guitars) (2003)
- Hofner Blue Notes (2003)
- The Blue Jukebox (2004)
- Blue Guitars (2005)
- The Return of the Fabulous Hofner Bluenotes (2008)
- Santo Spirito Blues (2011)
- Road Songs for Lovers (2017)

### Álbuns de compilação
- New Light Through Old Windows (1988)
- The Best of Chris Rea (1994)
- The Very Best of Chris Rea (2001)
- Heartbeats – Chris Rea's Greatest Hits (2005)
- Chris Rea: The Ultimate Collection 1978–2000 (2007)
- Still So Far to Go: The Best of Chris Rea (2009)
- The Journey 1978-2009 (2011)